# Polysiphonia stricta
Espèce
Polysiphonia stricta est une espèce d’algues rouges de la famille des Rhodomelaceae.